# Circuito della Superba 1937
Il Circuito della Superba 1937 è stata la nona prova non valida per la stagione 1937 del Campionato europeo di automobilismo e prima edizione del Circuito della Superba. La gara si è corsa il 30 maggio 1937 sul circuito della Superba, ed è stata vinta dall'italiano Carlo Felice Trossi su Alfa Romeo, al suo primo successo nella competizione; Trossi ha preceduto all'arrivo i suoi compagni di squadra connazionali Mario Tadini ed Emilio Villoresi.

## Vigilia
Da diversi anni c'era in programma una corsa su strada a Genova. Il primo Gran Premio doveva tenersi nell'ottobre del 1935 per poi essere annullato all'ultimo momento per motivi economici. Ma il progetto si mantenne vivo e alla fine nel 1937 si svolse il primo "Circuito della Superba" con le corse motociclistiche il 27 maggio, seguite tre giorni dopo da una corsa automobilistica.
Inizialmente era previsto un binario lungo 4.384 m, ma alla fine il tratto di Genova della R.A.C.I. si stabilì per un circuito di 3.036 m seguendo la linea di costa a circa 2 km a est del centro cittadino. La tribuna principale e la partenza erano ubicate su Corso Italia tra Via Tommaso Campanella e Via Don Giovanni Minzoni, dove fu realizzata anche una fossa con 20 palchi. Da lì il corso andava in senso antiorario sulle seguenti strade: Corso Italia, Boccadasse, Via Oreste De Gaspari, Via Tommaso Campanella fino ad un tornante dietro la tribuna che riportava via Don Giovanni Minzoni. Poi ha proseguito lungo Via Piero Gobetti, Via Roselli Nello e Carlo, Via Piave ed infine lungo Corso Italia tornando alla partenza/arrivo.
Il circuito comprendeva un tornante e diverse curve a 90 gradi. Sulla mappa il circuito sembra decente sia per quanto riguarda l'ambiente circostante che il circuito stesso. Tuttavia, Il Littoriale ha affermato che era troppo corto e stretto perché le vetture potessero mostrare la loro vera velocità.
Sono state allestite cinque tribune per un totale di 1200 spettatori. Tre grandi tabelloni segnapunti dovevano mostrare le posizioni e i tempi ogni cinque giri. Per la protezione sono state utilizzate molte balle di paglia e sacchi di sabbia.
Il Circuito della Superba si è scontrato con l'AVUS Rennen a Berlino, quindi i team e i piloti stranieri hanno selezionato quest'ultimo facendo del Circuito della Superba un evento tutto italiano.
I top driver della Scuderia Ferrari Nuvolari, Farina e Brivio erano stati riservati ad AVUS e quindi non hanno potuto partecipare. Il team ha invece scelto Mario Tadini e Carlo Felice Trossi per correre due delle loro auto a 12 cilindri e Clemente Biondetti per correre un'auto a 8 cilindri. Entrarono anche Emilio Villoresi su un'auto sportiva 2900A.
Alessandro Wild, correndo con lo pseudonimo di "Ventidue", ha iscritto una 2.3L Monza.
C'erano anche Alfa Romeo di Giovanni Minozzi (Tipo B), Pietro Ghersi (Monza). Lorenzo Delpino ha corso con la sua 8C-2300 con carrozzeria Touring Spider e radiatore alto.

### Elenco iscritti
| Scuderia           | Costruttore | Telaio               | Motore                          | Gomme | Nº | Piloti                     |
| ------------------ | ----------- | -------------------- | ------------------------------- | ----- | -- | -------------------------- |
| Scuderia Subauda   | Bugatti     | Bugatti T51          | Bugatti 2.3L I8 Compressore     |       | 40 | Andrea Brezzi              |
| "Ventidue"         | Alfa Romeo  | Alfa Romeo Monza     | Alfa Romeo 2.3L I8 Compressore  |       | 42 | Alessandro Wild "Ventidue" |
| G. Minozzi         | Alfa Romeo  | Alfa Romeo Tipo B/P3 | Alfa Romeo 2.6L I8 Compressore  |       | 44 | Giovanni Minozzi           |
| Scuderia Maremmana | Alfa Romeo  | Alfa Romeo Monza     | Alfa Romeo 2.6L I8 Compressore  | P     | 46 | Pietro Ghersi              |
| Scuderia Ferrari   | Alfa Romeo  | Alfa Romeo 12C-36    | Alfa Romeo 4.1L V12 Compressore | E     | 48 | Mario Tadini               |
| Scuderia Ferrari   | Alfa Romeo  | Alfa Romeo 12C-36    | Alfa Romeo 4.1L V12 Compressore | E     | 60 | Conte Carlo Felice Trossi  |
| Scuderia Ferrari   | Alfa Romeo  | Alfa Romeo 2900A     | Alfa Romeo 2.9L I8 Compressore  | E     | 50 | Emilio Villoresi           |
| Scuderia Ferrari   | Alfa Romeo  | Alfa Romeo 8C-35     | Alfa Romeo 3.8L I8 Compressore  | E     | 54 | Clemente Biondetti         |
| L. Delpino         | Alfa Romeo  | Alfa Romeo 8C-2300   | Alfa Romeo 2.3L I8 Compressore  |       | 52 | Lorenzo Delpino            |
| E. Vincentini      | Bugatti     | Bugatti T51          | Bugatti 2.0L I8 Compressore     |       | 56 | Emilio Vincentini          |
| L. Villa           | Bugatti     | Bugatti T51          | Bugatti 2.0L I8 Compressore     |       | 58 | Luigi Villa                |
| E. Romano          | Bugatti     | Bugatti T51          | Bugatti 2.6L I8 Compressore     |       | 62 | Emilio Romano              |

## Prove

### Resoconto
Le prove si sono svolte sotto il sole e il caldo clima di maggio.
I tempi delle prove libere del venerdì sono stati: Biondetti 1m48.4s, Trossi 1m52.2s (facendo 8 giri), E. Villoresi 1m56.0s, Delpino 1m58.4s, Tadini 1m58.8s, "Ventidue" 2m02.2s, Ghersi 2m02.8s. Tadini ha fatto solo tre giri prima di doversi fermare per problemi al cambio.
I tempi delle prove libere del sabato sono stati: Biondetti 1m50, Trossi 1m49.2, Tadini 1m51.6, E. Villoresi 1m52.8?, Minozzi 2m02.
L'unico tempo decente fatto segnare da un pilota Bugatti è stato il 2'04.8 di Romano.

### Risultati
Nella sessione del venerdì si è avuta questa situazione:
| Pos | Nº | Pilota              | Costruttore | Tempo  | Gap  |
| --- | -- | ------------------- | ----------- | ------ | ---- |
| 1   | 54 | Clemente Biondetti  | Alfa Romeo  | 1'48"4 |      |
| 2   | 60 | Carlo Felice Trossi | Alfa Romeo  | 1'52"2 | +3"8 |
| 3   | 50 | Emilio Villoresi    | Alfa Romeo  | 1'56"0 | +7"6 |

Nella sessione del sabato si è avuta questa situazione:
| Pos | Nº | Pilota              | Costruttore | Tempo  | Gap  |
| --- | -- | ------------------- | ----------- | ------ | ---- |
| 1   | 60 | Carlo Felice Trossi | Alfa Romeo  | 1'49"2 |      |
| 2   | 54 | Clemente Biondetti  | Alfa Romeo  | 1'50"0 | +0"8 |
| 3   | 50 | Mario Tadini        | Alfa Romeo  | 1'51"6 | +3"4 |

## Qualifiche

### Resoconto
A segnare la pole position è stata l'Alfa Romeo di Biondetti registrando lo stesso tempo realizzato nella prima sessione di prove libere del venerdì come anche Trossi e Tadini. In seconda fila si schierano le Alfa Romeo di Ghersi, Delpino, Emilio Villoresi e "Ventidue" mentre, riguardo al resto della griglia, non ci sono informazioni.

### Risultati
Nella sessione di qualifica si è avuta questa siutazione (di cui solo i primi sette si sa i risultati):
| Pos | Nº | Pilota                     | Costruttore | Tempo       | Griglia |
| --- | -- | -------------------------- | ----------- | ----------- | ------- |
| 1   | 54 | Clemente Biondetti         | Alfa Romeo  | 1'48"4      | 1       |
| 2   | 60 | Carlo Felice Trossi        | Alfa Romeo  | 1'49"4      | 2       |
| 3   | 48 | Mario Tadini               | Alfa Romeo  | 1'51"6      | 3       |
| 4   | 50 | Emilio Villoresi           | Alfa Romeo  | 1'52"4 (?)  | 6       |
| 5   | 52 | Lorenzo Delpino            | Alfa Romeo  | 1'57"0      | 5       |
| 6   | 46 | Pietro Ghersi              | Alfa Romeo  | senza tempo | 4       |
| 7   | 42 | Alessandro Wild "Ventidue" | Alfa Romeo  | senza tempo | 7       |

## Gara

### Griglia di partenza
Posizionamento dei piloti alla partenza della gara (di cui si sa solo i primi sette).
| Prima fila   | 3 Pos.                                | 2 Pos.                         | 1 Pos.                        |
| ------------ | ------------------------------------- | ------------------------------ | ----------------------------- |
|              | Mario Tadini Alfa Romeo               | Carlo Felice Trossi Alfa Romeo | Clemente Biondetti Alfa Romeo |
| Seconda fila | 6 Pos.                                | 5 Pos.                         | 4 Pos.                        |
|              | Emilio Villoresi Alfa Romeo           | Lorenzo Delpino Alfa Romeo     | Pietro Ghersi Alfa Romeo      |
| Terza fila   | 7 Pos.                                |                                |                               |
|              | Alessandro Wild "Ventidue" Alfa Romeo |                                |                               |

### Resoconto
La partenza era inizialmente prevista per le 16:30 ma dopo alcuni ritardi Umberto Albini, prefetto di Genova, ha mandato via le 12 vetture del loro percorso di 50 giri alle 16:55.
Biondetti con l'Alfa 8 cilindri inizialmente era in testa ma al terzo giro è stato superato da Trossi con l'auto 12 cilindri. Tadini con l'altra 12 cilindri ha presto preso il secondo posto con Biondetti che è sceso al terzo posto. Quarto Emilio Villoresi seguito da Minozzi, che però si ritirò presto lasciando Delpino e "Ventidue" a lottare per il 5º e 6º posto. Sono stati seguiti dalle quattro Bugatti, mentre Ghersi non è riuscito a mettere a regime la sua Alfa e ha deciso di farla finita. L'ordine è rimasto invariato fino a quando Biondetti al 27º giro ha distrutto il differenziale in frenata brusca per evitare una vettura che gli andava in testacoda davanti e si è dovuta ritirare.
Questo ha portato Villoresi al terzo posto ma ovviamente non ha avuto possibilità contro Trossi e Tadini, che hanno dominato la gara doppiando Villoresi due volte e il resto del gruppo almeno quattro volte durante la crociera. Così le vetture della Scuderia Ferrari hanno chiuso nelle prime tre posizioni. Poi vennero le due Alfa private e per ultime le quattro Bugatti. La velocità media della gara di Trossi era di 98,5 km/h, ma si dice che avrebbe potuto facilmente spingerla oltre i cento se necessario.

### Risultati
Risultati finali della gara.
| Pos | Nº | Pilota                     | Costruttore | Giri | Tempo/Ritiro    | Griglia |
| --- | -- | -------------------------- | ----------- | ---- | --------------- | ------- |
| 1   | 60 | Carlo Felice Trossi        | Alfa Romeo  | 50   | 1h32'27"4       | 2       |
| 2   | 48 | Mario Tadini               | Alfa Romeo  | 50   | +1'16"2         | ?       |
| 3   | 50 | Emilio Villoresi           | Alfa Romeo  | 48   | +2 giri         | 6       |
| 4   | 52 | Lorenzo Delpino            | Alfa Romeo  | 46   | +4 giri         | 5       |
| 5   | 42 | Alessandro Wild "Ventidue" | Alfa Romeo  | 45   | +5 giri         | 7       |
| 6   | 62 | Emilio Romano              | Bugatti     | 44   | +6 giri         | ?       |
| 7   | 40 | Andrea Brezzi              | Bugatti     | 43   | +7 giri         | ?       |
| 8   | 58 | Luigi Villa                | Bugatti     | 41   | +9 giri         | ?       |
| 9   | 56 | Emilio Vicentini           | Bugatti     | 30   | +20 giri        | ?       |
| Rit | 54 | Clemente Biondetti         | Alfa Romeo  | 27   | Asse posteriore | 1       |
| Rit | 46 | Pietro Ghersi              | Alfa Romeo  | 6    | Troppo lento    | 4       |
| Rit | 44 | Giovanni Minozzi           | Alfa Romeo  | 3    |                 | ?       |

## Voiturette 1500 cc
Il Circuito della Superba per vetturette 1937 è stata la nona prova non valida per la stagione 1937 del Campionato europeo di automobilismo e prima edizione del Circuito della Superba per voiturette con cilindrata massima di 1500 cm³.
La gara si è corsa il 22 maggio 1937 sul Circuito della Superba, ed è stata vinta dall'italiano Aldo Marazza su Maserati, al suo primo successo nella competizione; Trossi ha preceduto all'arrivo il connazionale Francesco Severi sempre su Maserati e Vittorio Belmondo, anche lui su Maserati.

## Vigilia
Il Circuito della Superba si è svolto in contemporanea con l'AVUS Rennen a Berlino, quindi i team e i piloti stranieri hanno selezionato quest'ultimo rendendo il Circuito della Superba un evento interamente italiano.
C'erano 19 iscritti alla gara delle voiturette, comprese 17 Maserati, ma con due gare nello stesso fine settimana sembra che ci siano stati problemi nel preparare le vetture per la gara. Tra i piloti che non avevano la vettura pronta c'era Ettore Bianco, che era da considerarsi il favorito.
Il conte Giovanni Lurani, Pino Baruffi e Gianbattista Azzi dovevano correre con le Maserati da 1,1 litri. C'erano due non Maserati nel gruppo 1100 cc, una Monaco-Jap guidata da Enrico Nardi e una Amilcar guidata da Luigi Nespoli, entrambi piloti piuttosto sconosciuti.
Tra le vetture da 1,5 litri Francesco Severi gareggiò con una vettura a 6 cilindri e il pilota locale Ferdinando Barbieri con una vettura a 4 cilindri, entrambi sotto la bandiera della Scuderia Maremmana. Il Gruppo Fiorentino era una piccola squadra che gareggiava con Fiat e due vecchie Maserati in gare di voiturette. Pasquale Ermini preparò le vetture. Hanno inserito un 4CM per Pasquale Contini e un 4CS per Mario Moradei. Vittorio Belmondo ha corso con un ultimo tipo 4CM con sospensione anteriore chiusa.
Aldo Marazza, la cui esperienza nelle corse sembra essere stata limitata ad alcuni eventi locali su una Fiat Balilla, aveva acquistato una Maserati 4CS a 2 posti ex Lurani da Giuseppe Gilera appena tre giorni prima dell'evento.

### Elenco iscritti fino a 1100cc
| Scuderia            | Costruttore      | Telaio           | Motore                       | Gomme | Nº | Piloti                |
| ------------------- | ---------------- | ---------------- | ---------------------------- | ----- | -- | --------------------- |
| Scuderia Impero     | Maserati         | Maserati 4CM     | Maserati 1.1L I4 Compressore |       | 2  | Agostino Prosperi     |
| A. Battilana        | Maserati         | Maserati 4CM     | Maserati 1.1L I4 Compressore |       | 4  | Attilio Battilana     |
| Scuderia Subauda    | Nardi-Monaco-Jap | Nardi-Monaco-Jap | Nardi-Monaco-Jap             |       | 6  | Enrico Nardi          |
| G. Azzi             | Maserati         | Maserati 4CM     | Maserati 1.1L I4 Compressore |       | 8  | Gianbattista Azzi     |
| L. Nespoli          | Amilcar          | Amilcar C6       | Amilcar 1.1L I6 Compressore  |       | 10 | Luigi Nespoli         |
| Scuderia Ambrosiana | Maserati         | Maserati 4CM     | Maserati 1.1L I4 Compressore |       | 12 | Conte Giovanni Lurani |
| Gruppo Volta        | Maserati         | Maserati 4CM     | Maserati 1.1L I4 Compressore |       | 14 | Pino Baruffi          |

### Elenco iscritti oltre a 1100cc
| Scuderia             | Costruttore      | Telaio           | Motore                       | Gomme | Nº              | Piloti              |
| -------------------- | ---------------- | ---------------- | ---------------------------- | ----- | --------------- | ------------------- |
| Gruppo Fiorentino    | Maserati         | Maserati 4CM     | Maserati 1.5L I4 Compressore |       | 16              | Pasquale Contini    |
| Gruppo Fiorentino    | Maserati         | Maserati 6CM     | Maserati 1.5L I6 Compressore | 32    | Pasquale Ermini |                     |
| Gruppo Fiorentino    | Maserati         | Maserati 4CS     | Maserati 1.5L I4 Compressore | 34    | Mario Moradei   |                     |
| Scuderia Impero      | Maserati         | Maserati 4CM     | Maserati 1.1L I4 Compressore |       | 18              | Roberto Malaguti    |
| Scuderia Maremmana   | Maserati         | Maserati 6CM     | Maserati 1.5L I6 Compressore | P     | 20              | Francesco Severi    |
| Scuderia Maremmana   | Maserati         | Maserati 4CM     | Maserati 1.5L I4 Compressore | P     | 28              | Ferdinando Barbieri |
| A. Marazza           | Maserati         | Maserati 4CS     | Maserati 1.5L I4 Compressore |       | 24              | Aldo Marazza        |
| Scuderia Ambrosiana  | Maserati         | Maserati 4CM     | Maserati 1.5L I4 Compressore |       | 26              | Emanuele Quartara   |
| V. Belmondo          | Maserati         | Maserati 6CM     | Maserati 1.5L I6 Compressore |       | 30              | Vittorio Belmondo   |
| Officine A. Maserati | Maserati         | Maserati 4CM     | Maserati 1.5L I4 Compressore | P     | 32              | Ettore Bianco       |
| Gruppo Volta         | Maserati-Bugatti | Maserati-Bugatti | Maserati 1.5L I4 Compressore |       | 36              | Sergio Carnevalli   |
| G. Rovere            | Maserati         | Maserati 6CM     | Maserati 1.5L I6 Compressore |       | 38              | Gino Rovere         |

## Prove libere
Le prove si sono svolte sotto il sole e il caldo clima di maggio.
Il più veloce nelle prove del venerdì è stato Bianco, che senza vettura propria ha invece utilizzato la 4CM di Contini facendo segnare il tempo di 1'58.6. Secondo è stato Ermini, ovviamente anche lui senza vettura propria, con 1'59.2 e terzo Contini con 1'59.6.
Barbieri ha provato prima la 1100cc di Azzi, ottenendo il tempo di 2'15', per poi scendere a 2'07.4 con la sua vettura. Altri piloti che hanno fatto segnare un tempo sono stati Lurani 2'07.7, Azzi 2'09.4 e Baruffi 2'12.
Nelle prove del sabato Belmondo e Marazza sono stati i più veloci con lo stesso tempo di 1'59.4, quest'ultimo ha compiuto nove giri. Severi ha realizzato 2'00.8, Contini 2'01.3, Barbieri, che ha avuto problemi allo sterzo, 2'01.6 e Lurani 2'04.8.
Con i due piloti più veloci, Bianco ed Ermini, senza vetture per la gara, Belmondo ha ottenuto la pole position con Marazza e Contini che condividevano la prima fila con lui.

### Risultati
Nella sessione di qualifica
| Pos | Nº | Pilota              | Costruttore | Tempo  | Griglia |
| --- | -- | ------------------- | ----------- | ------ | ------- |
| 1   | 30 | Vittorio Belmondo   | Maserati    | 1'59"4 | 1       |
| 2   | 24 | Aldo Marazza        | Maserati    | 1'59"4 | 2       |
| 3   | 16 | Pasquale Contini    | Maserati    | 1'59"6 | 3       |
| 4   | 20 | Francesco Severi    | Maserati    | 2'00"8 | 4       |
| 5   | 28 | Ferdinando Barbieri | Maserati    | 2'01"6 | 5       |
| 6   | 12 | Giovanni Lurani     | Maserati    | 2'02"0 | 6       |

## Gara

### Griglia di partenza
Posizionamento dei piloti alla partenza della gara (di cui solo i primi cinque si sa i risultati).
| Prima fila   | 3 Pos.                    | 2 Pos.                       | 1 Pos.                     |
| ------------ | ------------------------- | ---------------------------- | -------------------------- |
|              | Pasquale Contini Maserati | Aldo Marazza Maserati        | Vittorio Belmondo Maserati |
| Seconda fila |                           | 5 Pos.                       | 4 Pos.                     |
|              |                           | Ferdinando Barbieri Maserati | Francesco Severi Maserati  |

### Resoconto
Con il bel tempo si sono radunati sugli spalti e sulle strade per assistere alle gare circa ventimila spettatori. All'evento erano presenti come di consueto anche tutte le principali autorità cittadine oltre al presidente della R.A.C.I. Giuseppe Furmanik.
Alle 14.45 il dottor Giorgio Molfino ha abbassato la bandiera per mandare via le 11 voiturette.
Contini prese il via ma fu quasi subito superato da Barbieri che, essendo un pilota locale, probabilmente conosceva il circuito bene quanto chiunque dei partecipanti. Al terzo giro Belmondo supera Barbieri per la prima posizione e prova a staccarsi da Barbieri, Severi e Marazza, che lo seguono. Al giro successivo Marazza prendeva la seconda posizione e continuava a seguire Belmondo, mentre Barbieri e Severi non riuscivano a tenere il ritmo dei due e cominciavano a indietreggiare. Dopo 10 giri il divario tra Belmondo e Marazza era di 4 secondi e qualunque cosa Belmondo abbia provato, il divario è rimasto lo stesso dopo 25 giri. Dietro di loro Severi ha avuto la meglio nella battaglia per il terzo posto mentre Barbieri ha sofferto per gran parte della gara di problemi al carburatore.
Belmondo spingeva sempre più forte cercando di staccare Marazza, ma quest'ultimo correva più agevolmente e conservava il distacco, aspettando solo l'occasione. Al 27º giro l'occasione si è presentata quando Belmondo ha esagerato in curva e ha girato di 180? in giro con il motore in stallo. Quasi subito è ripartito ma Marazza aveva preso il comando. Spingendo per colmare il divario con il nuovo leader Belmondo ha commesso un altro errore e ha fatto un 720? gira davanti alla tribuna principale, finendo tra le balle di paglia. Avendo ormai perso la seconda posizione nei confronti di Severi, Belmondo si è allontanato ancora una volta e ha ripreso l'inseguimento riducendo il gap, ma cercando di trovare una via di rimonta è rimasto a corto di giri. Così Marazza ha ottenuto una vittoria sensazionale nella 4CS inferiore nella sua prima gara con Severi secondo che ha tenuto a bada Belmondo.
Il conte Lurani è stato il vincitore della classe 1100cc.

### Risultati
Risultati finali della gara.
| Pos | Nº | Pilota              | Costruttore      | Giri | Tempo/Ritiro    | Griglia |
| --- | -- | ------------------- | ---------------- | ---- | --------------- | ------- |
| 1   | 24 | Aldo Marazza        | Maserati         | 40   | 1h21'00"0       | 2       |
| 2   | 20 | Francesco Severi    | Maserati         | 40   | +18"6           | 4       |
| 3   | 30 | Vittorio Belmondo   | Maserati         | 40   | +19"0           | 1       |
| 4   | 28 | Ferdinando Barbieri | Maserati         | 39   | +1 giro         | 5       |
| 5   | 12 | Giovanni Lurani     | Maserati         | 38   | +2 giri         | 6       |
| 6   | 8  | Gianbattista Azzi   | Maserati         | 32   | +8 giri         | ?       |
| 7   | 10 | Luigi Nespoli       | Amilcar          | 29   | +11 giri        | ?       |
| Rit | 34 | Mario Moradei       | Maserati         | 10   |                 | ?       |
| Rit | 14 | Pino Baruffi        | Maserati         | 6    |                 | ?       |
| Rit | 16 | Pasquale Contini    | Maserati         | 0    |                 | ?       |
| Rit | 6  | Enrico Nardi        | Nardi-Monaco-Jap | 0    |                 | ?       |
| NP  | 32 | Ettore Bianco       | Maserati         | 0    | Mancata vettura | -       |
| NP  | 32 | Pasquale Ermini     | Maserati         | 0    | Mancata vettura | -       |
| NA  | 2  | Agostino Prosperi   | Maserati         | 0    | Non è arrivato  | -       |
| NA  | 4  | Attilio Battilana   | Maserati         | 0    | Non è arrivato  | -       |
| NA  | 18 | Roberto Malaguti    | Maserati         | 0    | Non è arrivato  | -       |
| NA  | 36 | Sergio Carnevalli   | Maserati-Bugatti | 0    | Non è arrivato  | -       |
| NA  | 38 | Gino Rovere         | Maserati         | 0    | Non è arrivato  | -       |